# Commission consultative de la régionalisation
Pour les articles homonymes, voir CCR.
La Commission consultative de la régionalisation (CCR) a été instituée par le roi Mohammed VI le 3 janvier 2010 afin de proposer une conception générale de la régionalisation avancée en gardant à l'esprit toutes les dimensions y afférentes, ainsi que le rôle qui revient aux institutions constitutionnelles compétentes dans sa mise en œuvre. Cette mission a été menée par Omar Azziman, ancien ambassadeur de Rabat à Madrid.

## Composition du CCR
Outre son président Omar Azziman, cette commission est composée de personnes qualifiées dans différents domaines afin de cerner tous les aspects de cette régionalisation:

### Personnalité nationale
- Abdellatif Jouahri, wali de Bank al-Maghrib.

### Administration territoriale
- Mohamed Rharrabi, wali de la région Fès-Boulemane.
- Mohamed Saleh Tamek, wali de l'administration territoriale.

### Aspect politico-institutionnel

#### Juristes
- Abdeltif Menouni, membre de la commission de Venise.
- Amina Massoudi, professeur de droit public à la faculté de droit de Rabat-Agdal, Hispanophone.
- Ahmed Bouachik, Expert en sciences administratives et consultant, professeur à la faculté de droit de Salé.

#### Politologues
- Mohamed Berdouzi, Professeur de sciences politiques (Faculté de Rabat), consultant national et international en matière de politiques publiques et de gouvernance territoriale.

### Historiens, géographes et sociologues
- Brahim Boutaleb, professeur de chaire à la faculté des lettres de Rabat, ex-député de Fès.
- Abdellatif Bencherifa, wali de la région Gharb-Chrarda-Beni Hssen.
- Mohamed Cherkaoui, directeur de recherche au CNRS, enseignant chercheur à la Faculté de droit de Casablanca.

### Développement régional

#### Volet économique
- M'hamed Zriouli, cadre supérieur au Haut-commissariat au plan.

#### Management des politiques publiques au niveau national
- Karim Mansouri, directeur général du fonds d'équipement communal (FEC).

#### Opérateurs économiques régionaux
- Ahmed Loultiti, président de COPAG Taroudant.
- Abderrahim Chatbi, président du Groupe Univers Génisses (Importation de matériel agricole et aliments de bétail, élevage, production et négoce de viandes rouges, promotion immobilière), président de l'Association des producteurs de viandes rouges et de la confédération agricole régionale Tadla-Azilal.
- Mohamed M'rabet, pharmacien, président de l'union régionale de la Confédération générale des entreprises du Maroc (CGEM).

### Finances et fiscalités

#### Finances, Banques et Investissements
- Nouredine Omari, président du conseil national du commerce extérieur (CNCE).

#### Cour des comptes
- Zineb El Adaoui, présidente de la Cour régionale des comptes de Rabat.

### Aménagement du territoire
- mohamed Souafi, ex-directeur de l'INAU;*, ex-directeur de l'aménagement du territoire.

### Autres regards

#### Gouvernance territoriale
- Saïd Ihrai, recteur, professeur à la faculté de droit de Rabat Agdal (Relations internationales).
- Abdelhamid El Ouali, professeur à la faculté de droit de Casablanca.

#### Citoyenneté et aspects culturels
- Amina Lamrini Ouahabi, Inspecteur principal au département de l'éducation nationale, membre du Conseil consultatif des droits de l'homme (CCDH), ex-membre de la COSEF et ex-présidente de l'ADFM, consultante nationale et internationale en matière de droits de l'Homme.